# Aleksandr Jakovlevič Rozenbaum
Aleksandr Jakovlevič Rozenbaum (in russo Александр Яковлевич Розенбаум?; Leningrado, 13 settembre 1951) è un cantautore, attore e scrittore russo, fino al 1991 sovietico.

## Biografia
Nacque a Leningrado nel 1951 da due studenti dell'Istituto di medicina, Jakov Rozenbaum e Sof'ja Miljaeva. L'anno successivo i genitori terminarono gli studi e la famiglia si trasferì a Zyrjanovsk, nella RSS Kazaka, dove Sof'ja lavorò come ginecologa e Jakov, urologo, fu direttore dell'ospedale cittadino.
I Rozenbaum vissero a Zurjanovsk per sei anni, durante i quali ebbero un altro figlio, Vladìmir. Successivamente fecero ritorno a Leningrado, andando ad abitare sulla Prospettiva Nevskij. Aleksandr iniziò a suonare la chitarra da bambino grazie ad un vicino di casa; successivamente studiò alla scuola musicale n° 209 nella classe di pianoforte e violino, per poi completare l'Istituto musicale serale nella classe di arrangiamento. Da giovanissimo si dedicò inoltre al pattinaggio di figura e alla boxe.
Tra il 1968 e il 1974 frequentò l'Istituto di medicina e si specializzò in anestesiologia e rianimazione. Intanto scriveva canzoni e si esibiva in vari spettacoli nell'ambito studentesco. Dopo aver lavorato per cinque anni come operatore di pronto soccorso, nel 1980 iniziò a dedicarsi professionalmente all'arte. È stato membro di diversi gruppi musicali; la carriera solista iniziò nel 1983.
Artista benemerito della Federazione Russa nel 1996 e Artista del Popolo nel 2001, tra il 2003 e il 2005 è stato deputato della Duma di Stato per il partito Russia Unita. È sposato dal 1975 (dopo un precedente matrimonio durato solo nove mesi) con la compagna di studi universitari Elena Savšinskaja, con cui ha avuto nel 1976 la figlia Anna.

## Discografia
- Domašnij koncert (Домашний концерт, 1981)
- Pamjati Arkadija Severnogo (Памяти Аркадия Северного, aprile 1982)
- Posvjaščenie posvjaščajuščim (Посвящение посвящающим, 1983)
- Novye pesni (Новые песни, novembre 1983)
- Koncert v Vorkute (Концерт в Воркуте, 1984)
- Ėpitafija (Эпитафия, 1986)
- Moi dvory (Мои дворы, 1986)
- Narisujte mne dom (Нарисуйте мне дом, 1987)
- Doroga dlinoju v žizn' (Дорога длиною в жизнь, 1987)
- Koncert na LOMO (Концерт на ЛОМО, 1987)
- N'ju-Jorkskij koncert (Нью-Йоркский концерт], 1987)
- Kazač'i pesni (Казачьи песни, 1988)
- Anafema (Анафема, 1988)
- Gop-stop (Гоп-стоп, 1993)
- Nostal'gija (Ностальгия, 1994)
- Gorjačaja desjatka (Горячая десятка, 1994)
- Vjalotekuščaja šizofrenija (Вялотекущая шизофрения, settembre 1994)
- Rozovyj žemčug (Розовый жемчуг, agosto-novembre 1995)
- Na plantacijach ljubvi (На плантациях любви, marzo-maggio 1996)
- Koncert v den' roždenija (Концерт в день рождения, 4 ottobre 1996)
- Vozvraščenie na Argo (Возвращение на Арго, febbraio 1997)
- Ijul'skaja žara (Июльская жара, novembre 1997)
- Transsibirskaja magistral' (Транссибирская магистраль, novembre 1999)
- Nastojaščij soldat (Настоящий солдат, aprile 2001)
- Staraja gitara (Старая гитара, 2001)
- Strannaja žizn' (Странная жизнь, 2003)
- Ja vižu svet (Я вижу свет, luglio-agosto 2005)
- Polutčiki (Попутчики, 2007)
- Mečta blatnogo poėta (Мечта блатного поэта, febbraio 2009)
- Rubaška naraspašku (Рубашка нараспашку, maggio-giugno 2010)
- Berega čistogo bratstva (Берега чистого братства, con Grigorij Leps, luglio 2011)

## Film su Aleksandr Rozenbaum
- 1987 — «Faccia a faccia»
- 1987 — «Due ore con i bardi»
- 1990 — «Riflessioni di Alexander Rosenbaum»
- 1994 — «Insonnia»
- 1996 — «Non posso definirmi una star»
- 1997 — «Boston valzer»
- 1997 — «Espresso in ritardo»
- 2003 — «Filosofia del cammino» 20 anni dopo (parte 1 e parte 2)
- 2004 — «Vita personale di Alexander Rosenbaum»
- 2010 — «Gli uomini non piangono»
- 2011 — «Vita strana» di Alexander Rosenbaum
- 2011 — «Il mio fantastico sogno...»
- 2016 — «Alessandro Rosenbaum. Sono strettamente nei ranghi»
- 2021 — «Alessandro Rosenbaum. Tredicesima corda»
- 2021 — «Sogni vicino all'albero di rose»
- 2021 — «Uno tra i suoi»